# Paul Lob
Paul Lob (La Tour-de-Peilz, 13 juli 1893 - Montreux, 22 februari 1965) was een Zwitsers ijshockeyer. Hij nam deel aan de Olympische Zomerspelen van 1920 in Antwerpen.

## Biografie
Paul Lob was een van de 77 Zwitserse deelnemers aan de Olympische Zomerspelen van 1920. Hij maakte deel uit van de Zwitserse nationale ploeg in het ijshockey op deze Spelen. Na een zware 29-0-nederlaag tegen de Verenigde Staten verloren hij en zijn team later ook de bronzen finale tegen Zweden met 4-0.
| Jaar | Spelen    | Team | Onderdeel     | Resultaat | Prestatie                                                                   |
| ---- | --------- | --- | ------------- | --------- | --------------------------------------------------------------------------- |
| 1920 | Antwerpen | Paul Lob teamgenoten: Rodolphe Cuendet Louis Dufour jr. Louis Dufour sr. Max Holzboer Marius Jaccard Bruno Leuzinger René Savoie Walter von Siebenthal Max Sillig | ijshockey (m) | 5e        | kwartfinale: V van Verenigde Staten: 29-0 bronzen finale: V van Zweden: 4-0 |